# Sapekhburto K'lubi Iberia 1999
Il Sapekhburto K'lubi Iberia 1999 (in georgiano საფეხბურთო კლუბი იბერია 1999?), meglio noto come Iberia 1999 e fino al 2024 come Saburtalo o Saburtalo Tbilisi, è una società calcistica georgiana con sede nella città di Tbilisi. Milita nella Erovnuli Liga, la massima serie del campionato georgiano.
Disputa le partite interne allo stadio Mikheil Meskhi di Tbilisi e gioca in tenuta rossa. Ha vinto 2 campionati georgiani, 3 Coppe di Georgia e una Supercoppa di Georgia.

## Storia
Il club venne fondato il 20 agosto 1999. Nel 2005 il club venne acquistato dalla holding Iberia Business Group e la presidenza del club venne assunta da T'ariel Khechik'ashvili, proprietario della holding, e che divenne in seguito ministro dello sport in Georgia. Alla sua seconda stagione in Pirveli Liga, seconda serie nazionale, il Saburtalo vinse il gruppo A e venne promosso in Umaglesi Liga, massima serie nazionale, per la prima volta nella sua storia. Alla prima stagione in Umaglesi Liga il club mantenne la categoria, classificandosi al nono posto a metà classifica. Nella stagione di transizione 2016 il Saburtalo concluse il gruppo rosso, nel quale era stato inserito, al terzo posto, venendo così ammesso agli spareggi per assegnare il terzo posto in campionato, valido per l'accesso alla UEFA Europa League: venne eliminato in semifinale dalla Dinamo Tbilisi. Nel 2017 l'Umaglesi Liga venne rinominata Erovnuli Liga, il campionato venne organizzato nell'anno solare, iniziando in primavera e finendo in autunno, e il Saburtalo concluse la stagione al quarto posto. Nel 2018 si è aggiudicato il campionato per la prima volta, con tre giornate di anticipo, grazie alla vittoria sulla diretta inseguitrice, la Dinamo Tbilisi. Ha vinto poi la Coppa di Georgia nel 2019, nel 2021 e nel 2023 e la Supercoppa di Georgia nel 2020.

## Palmarès

### Competizioni nazionali
- Campionato georgiano: 2

2018, 2024
- Coppa di Georgia: 3

2019, 2021, 2023
- Supercoppa di Georgia: 1

2020
- Erovnuli Liga 2: 1

2014-2015 (girone A)

### Altri piazzamenti
- Campionato georgiano:

Terzo posto: 2019
- Coppa di Georgia:

Semifinalista: 2020, 2022
- Supercoppa di Georgia:

Finalista: 2019, 2022
Semifinalista: 2024

## Statistiche

### Partecipazione ai campionati
| Livello | Categoria     | Partecipazioni | Debutto   | Ultima stagione | Totale |
| ------- | ------------- | -------------- | --------- | --------------- | ------ |
| 1º      | Umaglesi Liga | 2              | 2015-2016 | 2016            | 6      |
| 1º      | Erovnuli Liga | 4              | 2017      | 2020            | 6      |
| 2º      | Pirveli Liga  | 2              | 2013-2014 | 2014-2015       | 2      |

## Organico

### Rosa 2020
Rosa come da sito ufficiale.
| N. |                                | Ruolo | Calciatore                     |
| -- | ------------------------------ | ----- | ------------------------------ |
| 2  | Georgia (bandiera)             | D     | Nik'oloz Mali                  |
| 4  | Georgia (bandiera)             | D     | Gagi Margvelashvili (capitano) |
| 5  | São Tomé e Príncipe (bandiera) | D     | Jardel Nazaré                  |
| 6  | Georgia (bandiera)             | D     | Tedore Grigalashvili           |
| 7  | Camerun (bandiera)             | C     | Olivier Boumal                 |
| 8  | Georgia (bandiera)             | C     | Levan Nonikashvili             |
| 10 | Georgia (bandiera)             | A     | Giorgi Kokhreidze              |
| 11 | Ucraina (bandiera)             | C     | Oleksandr Bjeljajev            |
| 13 | Georgia (bandiera)             | C     | Levan Macharashvili            |
| 14 | Georgia (bandiera)             | A     | Beka Kavtaradze                |
| 15 | Georgia (bandiera)             | D     | Dachi Tsnobiladze              |

| N. |                        | Ruolo | Calciatore            |
| -- | ---------------------- | ----- | --------------------- |
| 17 | Georgia (bandiera)     | P     | Lazare Kupatadze      |
| 18 | Georgia (bandiera)     | A     | Giorgi Guliashvili    |
| 19 | Georgia (bandiera)     | D     | Anri Chichinadze      |
| 20 | Kenya (bandiera)       | C     | Alwyn Tera            |
| 21 | Georgia (bandiera)     | D     | Levan Kakubava        |
| 22 | Georgia (bandiera)     | C     | Sandro Altunashvili   |
| 27 | Paesi Bassi (bandiera) | C     | Jeroen Lumu           |
| 29 | Georgia (bandiera)     | A     | Iuri Tabatadze        |
| 30 | Georgia (bandiera)     | P     | Tornike Megrelishvili |
| 33 | Georgia (bandiera)     | C     | Shota Nonikashvili    |
| 39 | Georgia (bandiera)     | P     | Davit Kupatadze       |